# Stříbro

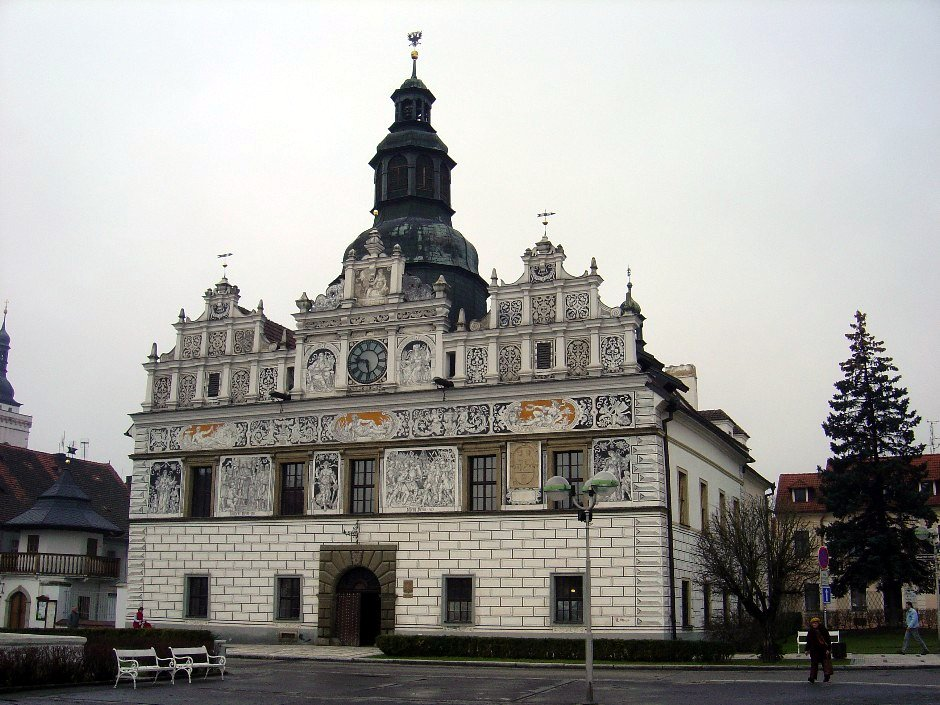
Stříbrski ratusz

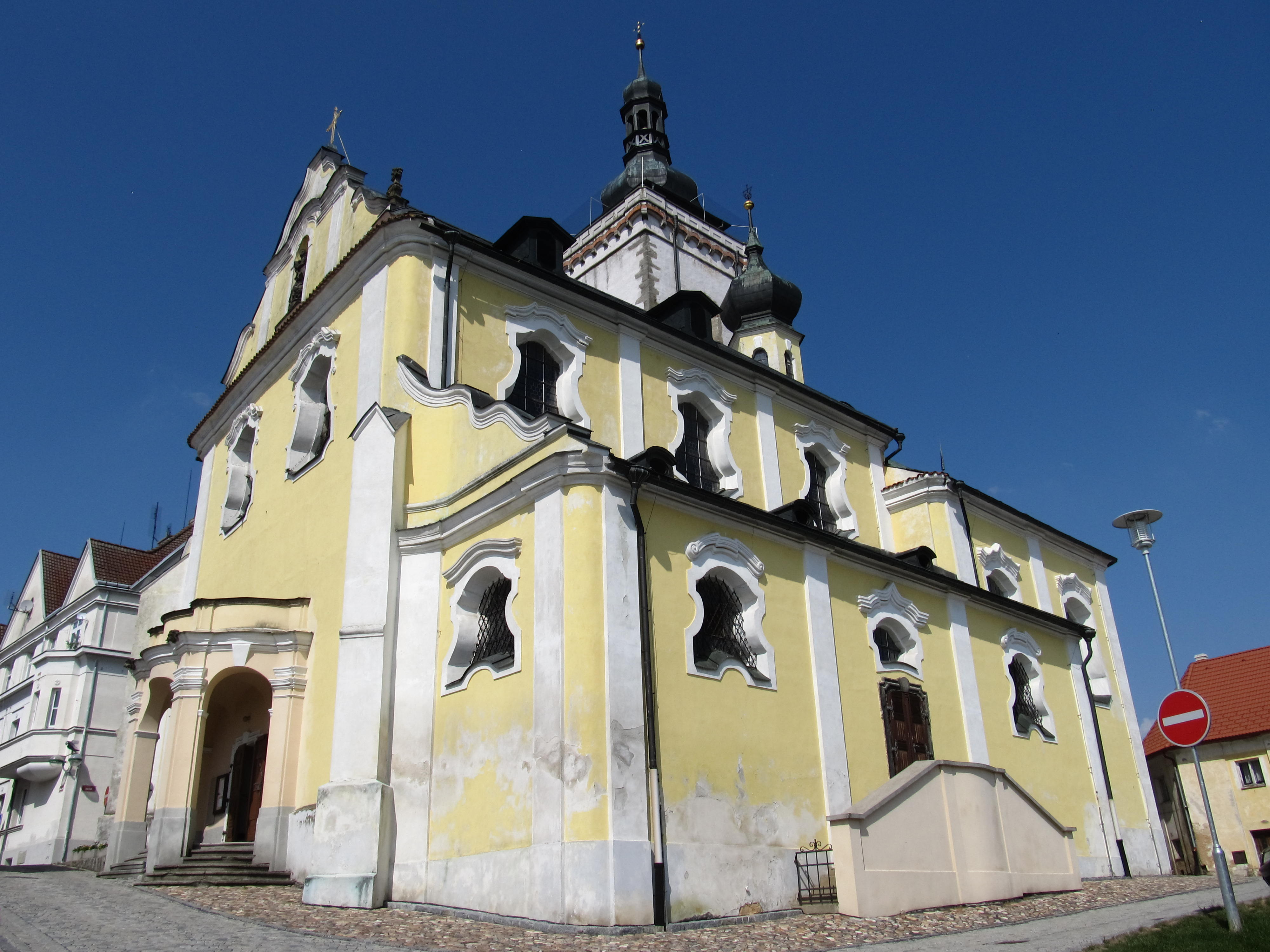
Kościół Wszystkich Świętych

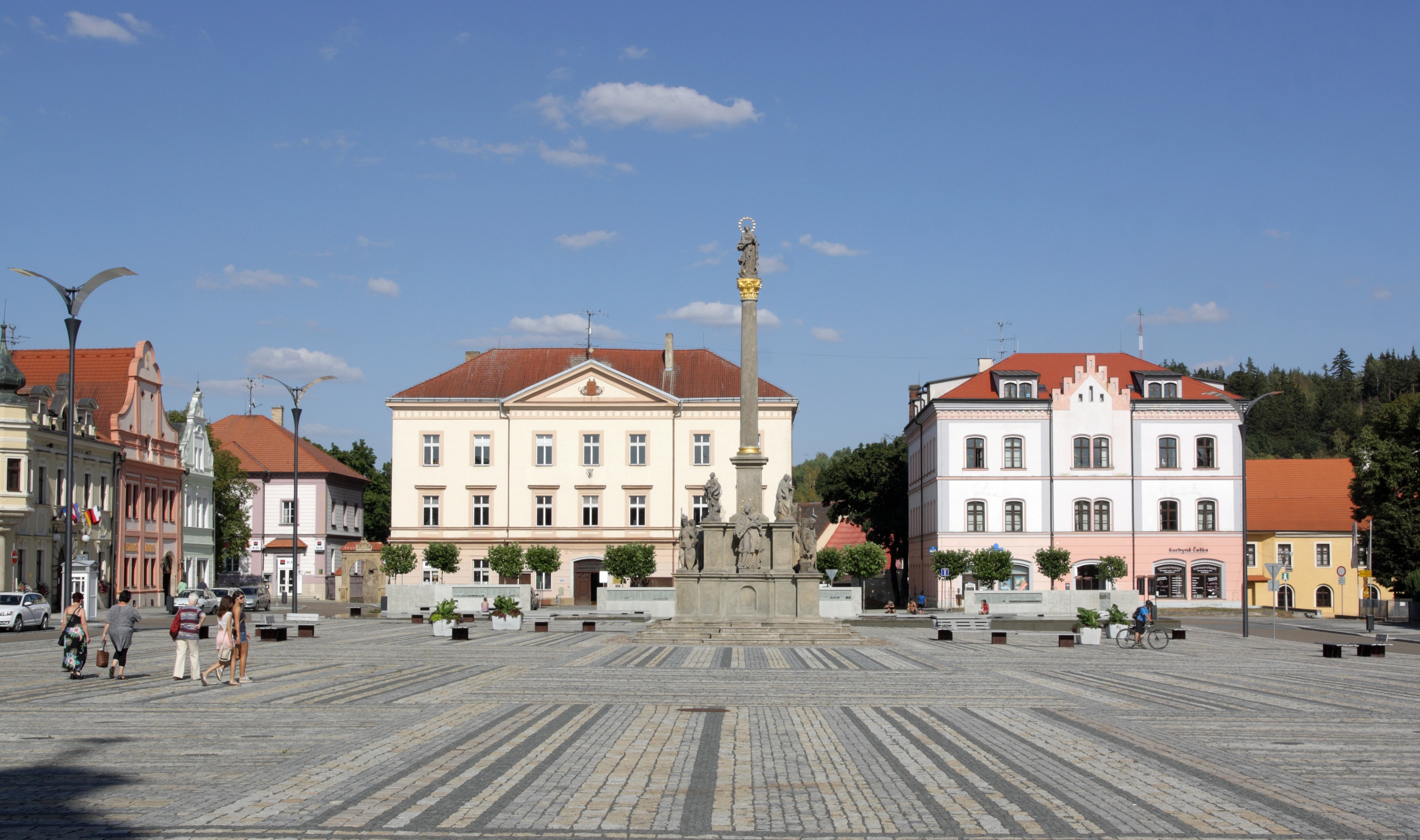
Rynek (Masarykovo náměstí)

Stříbroⓘ (niem. Mies) – miasto w Czechach, w kraju pilzneńskim. Według danych z 31 grudnia 2003 powierzchnia miasta wynosiła 4781 ha, a liczba jego mieszkańców 7689 osób.

## Historia
Najstarsze znaleziska archeologiczne z terenu miasta i okolic pochodzą z epoki kamienia i brązu. Pierwsze wzmianki pisemne zanotowano w 1183. Miejscowość była położona na dogodnym szlaku handlowym z Pragi do Norymbergi. Wydobywano tu rudy metali, w tym srebra, co dało miastu nazwę. Była to wówczas osada górnicza z kościołem Najświętszej Marii Panny, który stał w pobliżu obecnego kościoła cmentarnego. W tym czasie osada nosiła też nazwę od rzeki - Mže. 
W latach 1240–1250 na skalistym cyplu nad starą osadą górniczą położono fundamenty nowego miasta królewskiego. W XIII i XIV wieku miasto otrzymało od królów czeskich różne przywileje. Jeszcze przed wojnami husyckimi Stříbro było jednym z czterech największych miast regionu pilzneńskiego. Były tu trzy kościoły i trzy klasztory. W 1427 krzyżowcy bezskutecznie oblegali miasto, które następnie zostało zniszczone po bitwie pod Tachowem.
XVI wiek był czasem rozwoju dla miasta. Rozkwitły cechy, a piwo z lokalnego browaru wysyłano w wiele miejsc na terenie kraju. Wybudowano szereg kamienic i ratusz, wyremontowano kościoły, przebudowano fortyfikacje miejskie. Kolejną klęskę przyniosła wojna trzydziestoletnia, kiedy miasto zostało splądrowane: najpierw przez wojska szwedzkie, a następnie przez cesarskie. Od 1660 wznowiono wydobycie w kopalniach ołowiu, które pomogły miastu osiągnąć dawny dobrobyt. Wraz z przybyciem niemieckich górników, ludność niemiecka zyskała przewagę liczebną (wydobycie rud ołowiu zostało wstrzymane na początku lat 80. XX wieku).
W XVII wieku, po pożarze miasto opustoszało. Stopniowo zostało ponownie zasiedlone, głównie przez osadników niemieckich. Żywioł czeski praktycznie ustąpił lub uległ germaniacji.

## Architektura i turystyka
Historyczne centrum miasta zostało ogłoszone miejską strefą zabytkową. Przestrzeń rynku to cenne założenie urbanistyczne, w tym renesansowy ratusz z dekoracją sgraffitową. Na uwagę zasługują renesansowe portale kamienic, tworzące unikalny zespół architektoniczny. W mieście znajduje się szereg innych zabytków.
Miasto jest ważnym ośrodkiem turystycznym regionu. Znajduje się tu rozległy kompleks sportowy przy zaporze Hracholuská. Nad rzeką Mže zlokalizowany jest skansen górniczy (czes. Hornický skanzen Stříbro).
Na pobliski Křížový vrch (472 m) prowadzi droga krzyżowa znakowana jako  szlak żółty. Ponadto przez miasto przebiegają inne szlaki piesze:
- czerwony z Plany do Chotíkova,
- niebieski z Kladrub do Pňovan[3].

## Zabytki i osobliwości
Do najważniejszych zabytków i osobliwości Stříbra należą:
- kościół Wszystkich Świętych (XVI wiek),
- kościół Panny Marii (cmentarny, XVI wiek),
- kościół św. Piotra (XIV wiek),
- były kościół św. Marii Magdaleny z klasztorem minorytów (XIII-XVIII wiek),
- kaplica Bożego Grobu (empirowa, 1859),
- renesansowy ratusz z XVI wieku,
- kamienice w rynku (m.in. hotel Evropa i zbór Czechosłowackiego Kościoła Husyckiego),
- kamienny most nad rzeką Mže z lat 1555-1560 z rzeźbami świętych,
- Koubkova brána (brama miejska) i mury obronne[2],
- Stříbrské vodopády (zespół wodospadów i kaskad)[3],
- skansen górniczy[4].

## Demografia
| Rok             | 1970 | 1980 | 1991 | 2001 | 2003 |
| --------------- | ---- | ---- | ---- | ---- | ---- |
| Liczba ludności | 6566 | 6868 | 7764 | 7781 | 7689 |

Źródło: Czeski Urząd Statystyczny